# Ivan Martinović (pedagog)
Ivan Martinović (Štitar, 30. siječnja 1848. – Zagreb, 1928.), hrvatski pedagog, metodičar, učitelj i povjesničar školstva.

## Životopis
Ivan Martinović se rodio u Štitaru 1848. godine u velikoj graničarskoj zadruzi (porodici). U Štitaru je završio njemačku općinsku školu, a u Vinkovcima pukovnijsku glavnu školu. Neko vrijeme je radio kao učitelj – pripravnik u Štitaru, a naredbom krajiških vlasti imenovan je narodnim učiteljem u Šiškovcima. Godine 1868. položio je prijemni ispit i završio dvogodišnji pedagoški tečaj u Petrinji. Iste je godine imenovan učiteljem u Gundincima. Od 1871. godine je pohađao pedagoški tečaj u Petrinji za učitelje građanskih škola. Nakon završetka tečaja, ostao je u Petrinji i dobio mjesto učitelja u novoosnovanoj vježbaonici petrinjske učiteljske škole. Već tada počeo se baviti važnim problemima školstva: školovanjem učitelja, njihovim udruživanjem i zajedničkom radu na rješavanju mnogih problema odgoja i obrazovanja. Za svoj marljivi rad i zalaganje 1873. nagrađen je odlaskom u Beč na Svjetsku izložbu. Tom je prilikom prisustvovao skupštini slavenskih pedagoga. Od tog je vremena bio ne samo u grupi osnivača svih učiteljskih institucija i udruženja, već ih je svojim djelovanjem znatno unaprjeđivao. Težeći osobnom usavršavanju, uz potporu Zemaljske vlade, od 1875. pohađao je Bečki pedagogij koji je uspješno završio 1878. Time je prof. Martinović stekao najvišu moguću naobrazbu koju je u to vrijeme mogao steći učitelj. U svjedodžbi o završenom Pedagogiju koju je pisao tada napredni i poznati pedagog Friedrich Dittes kod kojeg je Martinović pohađao studij piše: „Vladanje bez prijekora. Nadam se da će po svom marljivom radu i po moralnim kvalitetama odgovarati potrebama domovine“.
Po povratku iz Beča službovao je u Podgajcima i Županji. Nakon toga je službovao u građanskim školama u Novoj Gradiški i u Brodu na Savi gdje je bio ravnatelj škole. Njegov je rad u tim školama bio na visokoj razini, te je uživao veliki ugled među građanstvom. U to vrijeme počinje njegov rad u učiteljskim udrugama i borba za unaprjeđenje školstva. Godine 1892. biva premješten u Zagreb, prvo u vježbaonicu uz učiteljsku školu, a ubrzo na mjesto profesora u istoj školi, gdje je ostao do umirovljenja 1909. Ondje je slovio kao odličan metodičar i pedagog, a uživao je vrlo veliko povjerenje svojih učenika.
Godine 1906., kao istaknuti hrvatski školnik, odlazi na studijsko putovanje po zemljama srednje Europe u Austriju, Njemačku i Švicarsku s ciljem proučavanja tamošnjeg školstva i mogućnosti primjene organizacijskih oblika i naprednih pedagoških i obrazovnih metoda rada u hrvatskim školama.
Iako je bio domoljub koji je uvijek isticao značaj hrvatskih učiteljskih institucija, učiteljskih društava i odgoja hrvatske mladeži, ipak se nikada nije bavio politikom. Pisanjem o hrvatskoj povijesti, zalaganjem za rad hrvatskih učiteljskih institucija, širenje prosvjete i obrazovanja mladih smatrao je pravim načinom borbe za slobodu svog naroda i njoj je posvetio cijeli svoj život. Rad prof. Martinovića naročito je vrednovan u okviru njegovog rada u Hrvatsko pedagoško – književnom zboru čije je bio doživotni počasni član. Njegova nastojanja vezana uz obrazovanje učitelja za rad s gluhonijemom djecom, kao i ostalom djecom s poteškoćama u razvoju, izrada i sudjelovanje u izradi nastavnih planova za pojedine predmete, nastojanja da u njih, osim obrazovnih, ugradi i stjecanje znanja koje će učenika pripremiti za praktičan život, svrstavaju ga u red naših najistaknutijih pedagoga toga vremena. Prof. Martinović je 1909. izabran za predsjednika  Hrvatsko pedagoško – književnog zbora na mandat od tri godine. Velike su njegove zasluge prilikom ustanovljenja Hrvatskog školskog muzeja na čijem je čelu bio do smrti. Umro je 24. srpnja 1927. u Zagrebu, a pokopan je na Mirogoju.